# Голенищево (Свердловская область)
Голенищево — деревня в Красноуфимском округе Свердловской области.

## География
Голенищево расположено на правом берегу реки Бугалыш, в 38 километрах на юго-юго-восток от административного центра округа и района — города Красноуфимска.

### Часовой пояс
Голенищево, как и вся Свердловская область, находится в часовой зоне МСК+2. Смещение применяемого времени относительно UTC составляет +5:00.

## Население
| 2002 | 2010 | 2021 |
| ---- | ---- | ---- |
| 130  | ↘123 | ↘81  |

## Инфраструктура
В Голенищеве две улицы — Заречная и Трактовая — и один переулок — Мостовой.

## Знаменитые уроженцы
- Голенищев, Пётр Ефимович — российский политический деятель, председатель Палаты представителей Законодательного собрания Свердловской области (1998—2000), член Совета Федерации (1999—2000).